# كوينيجسيج ريغييرا
كوينيجسيج ريغييرا هي سيارة من فئة الميغاكار (أي أكثر من واحد ميغاوات من الطاقة إذا كنت تستخدم وحدة القياس واط لقياس قوة سيارة ومن هنا ياتي الاسم الجديد ميغاكار) التي تعلو فوق فئة السوبر كار من كشف عنها الصانع السويدي كوينيجسيج في الثالث من مارس 2015 بمعرض جنيف للسيارات. الاسم ريغييرا هو فعل في اللغة السويدية يعني الحكم أو السيطرة. 80 وحدة فقط سوف يتم إنتاجها من هذه السيارة بسعر US$1٫9 مليون دولار لسيارة الواحدة. نظام الدفع في السيارة يجمع بين محرك إحتراق داخلي مع توربو مزدوج سعة 5.0 ليتر من ثماني إسطوانات ونظام محرك كهربائي من إنتاج كوينيجسيج. والناتج المشترك لهذا النظام يؤدي إلى إنتاج 1,500 حصان. لا وجود لعلبة تروس على الإطلاق في السيارة بل محركات كهربائية تشغل الإطارات الخلفية مباشرة من هنا اسم دايركت درايف أي التوجيه المباشر، هذه المحركات تتغذى بدورها من المحرك الأساسي الذي يعمل على الوقود وحقن الهواء بالتوربو.

## الأداء
تقول شركة كوينيجسيج أن السيارة تسير بسرعة قصوى تبلغ 410 كلم/ساعة ( 255 ميلا في الساعة)، قادرة على الوصول إلى 100 كلم/ساعة (62 ميلا في الساعة) في 2.8 ثانية، و300 كم/ساعة ( 190 ميلا في الساعة) في 12.3 ثانية، كما تصل سرعتها إلى 400 كم/ساعة ( 250 ميلا في الساعة) في أقل من 20 ثانية. تدعي كوينيجسيج أيضا أن تسارع السيارة من 150-250 كم / ساعة ( 93-155 ميلا في الساعة) يتطلب 3.2 ثانية فقط.

### مقارنة مع نماذج كوينيجسيج الأخرى
أرقام قياسية عالمية سجلتها سيارة أجيرا أر في 2 سبتمبر 2011.
| الرقم المسجل     | أجيرا أر    | ون:1        | ريغييرا    |
| ---------------- | ----------- | ----------- | ---------- |
| 0–100 كم/ساعة    | 2.9 ثانية   | 3.3 ثانية   | 2.8 ثانية  |
| 0–300 كم/ساعة    | 14.53 ثانية | 11.92 ثانية | 12.3 ثانية |
| 0–200 ميل/ساعة   | 17.68 ثانية | 14.33 ثانية |            |
| 300–0 كم/ساعة    | 6.66 ثانية  | 6.03 ثانية  |            |
| 200–0 ميل/ساعة   | 7.28 ثانية  | 6.38 ثانية  |            |
| 0–300–0 كم/ساعة  | 21.19 ثانية | 17.95 ثانية |            |
| 0–200–0 ميل/ساعة | 24.96 ثانية | 20.07 sec   |            |

## معرض صور

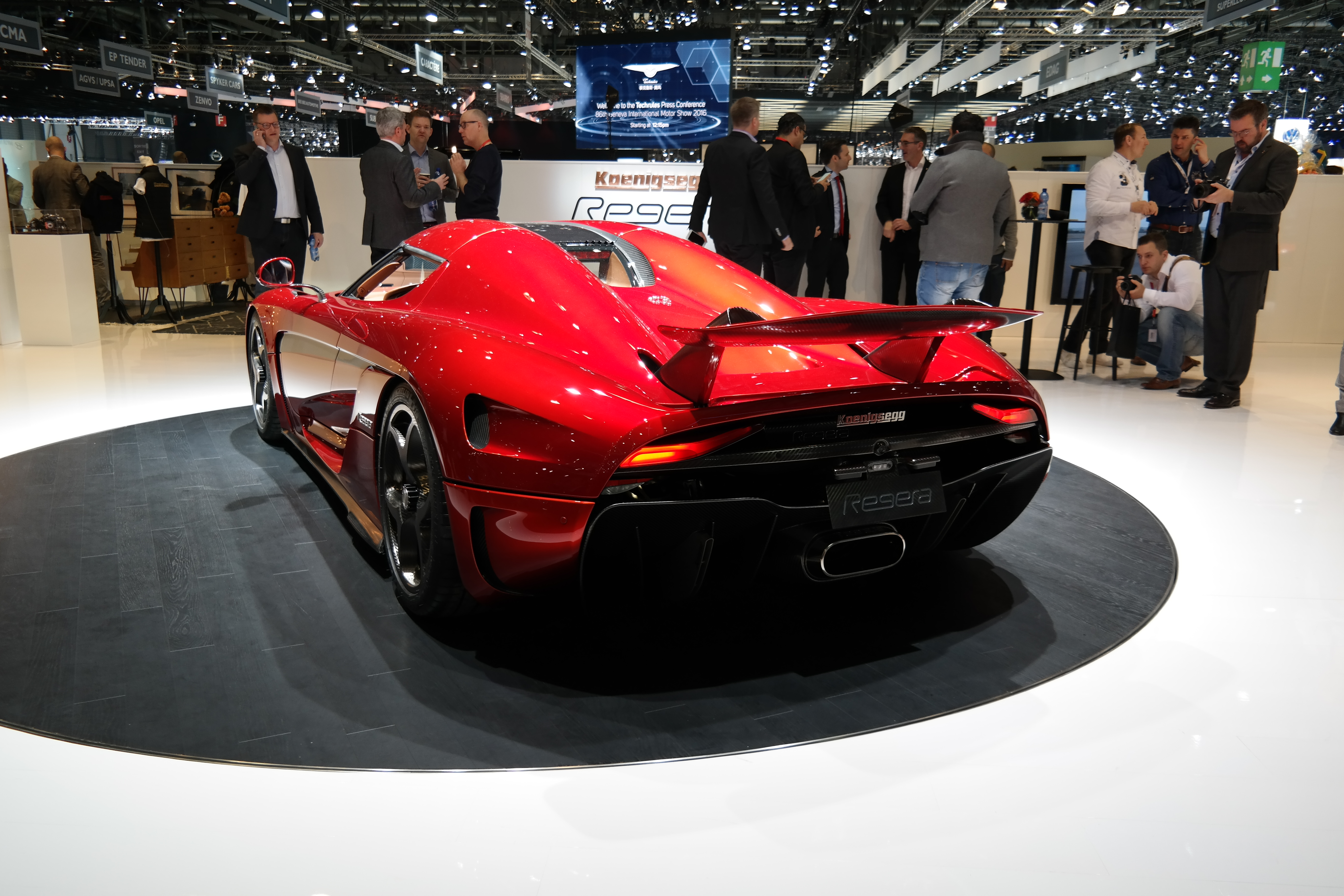
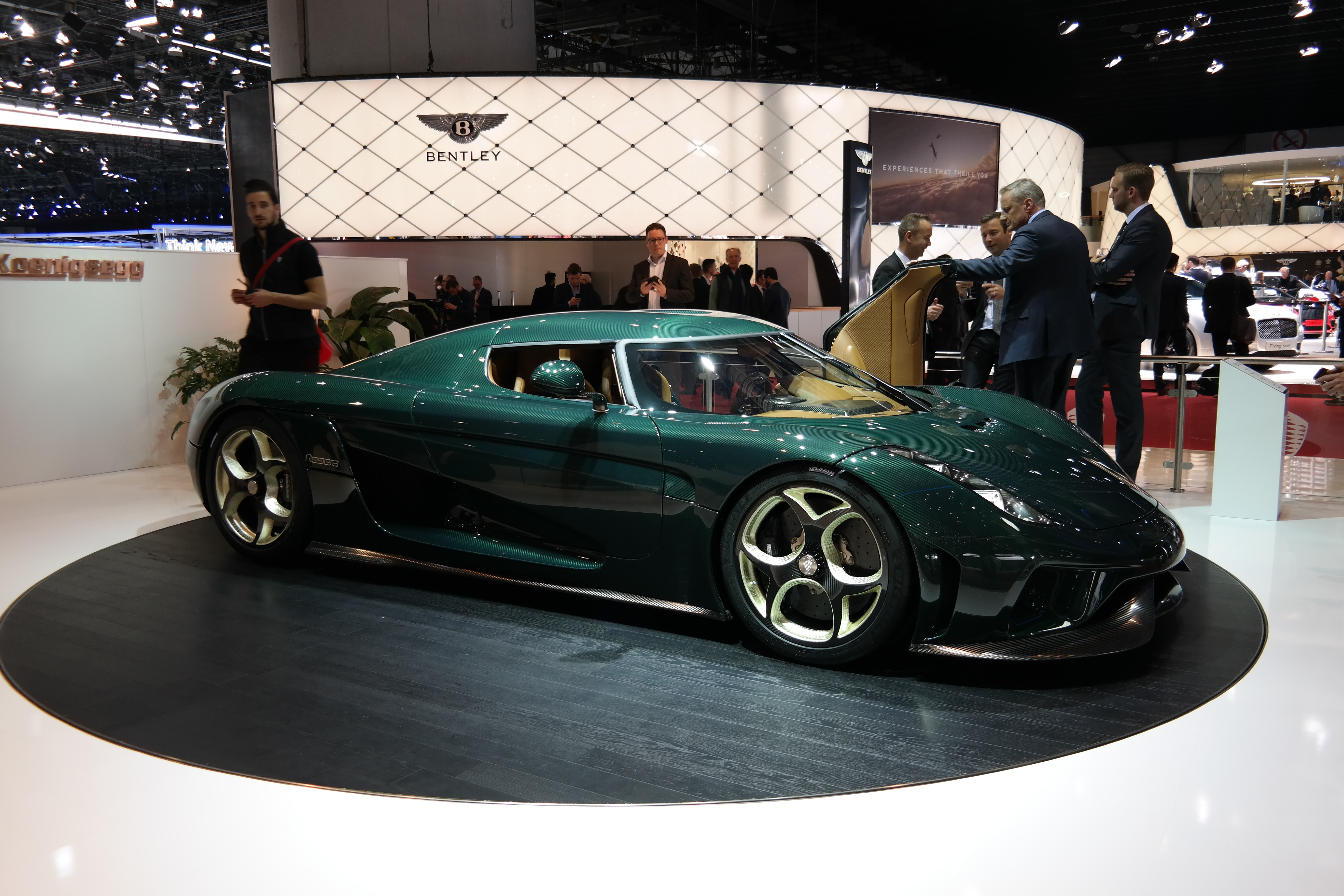
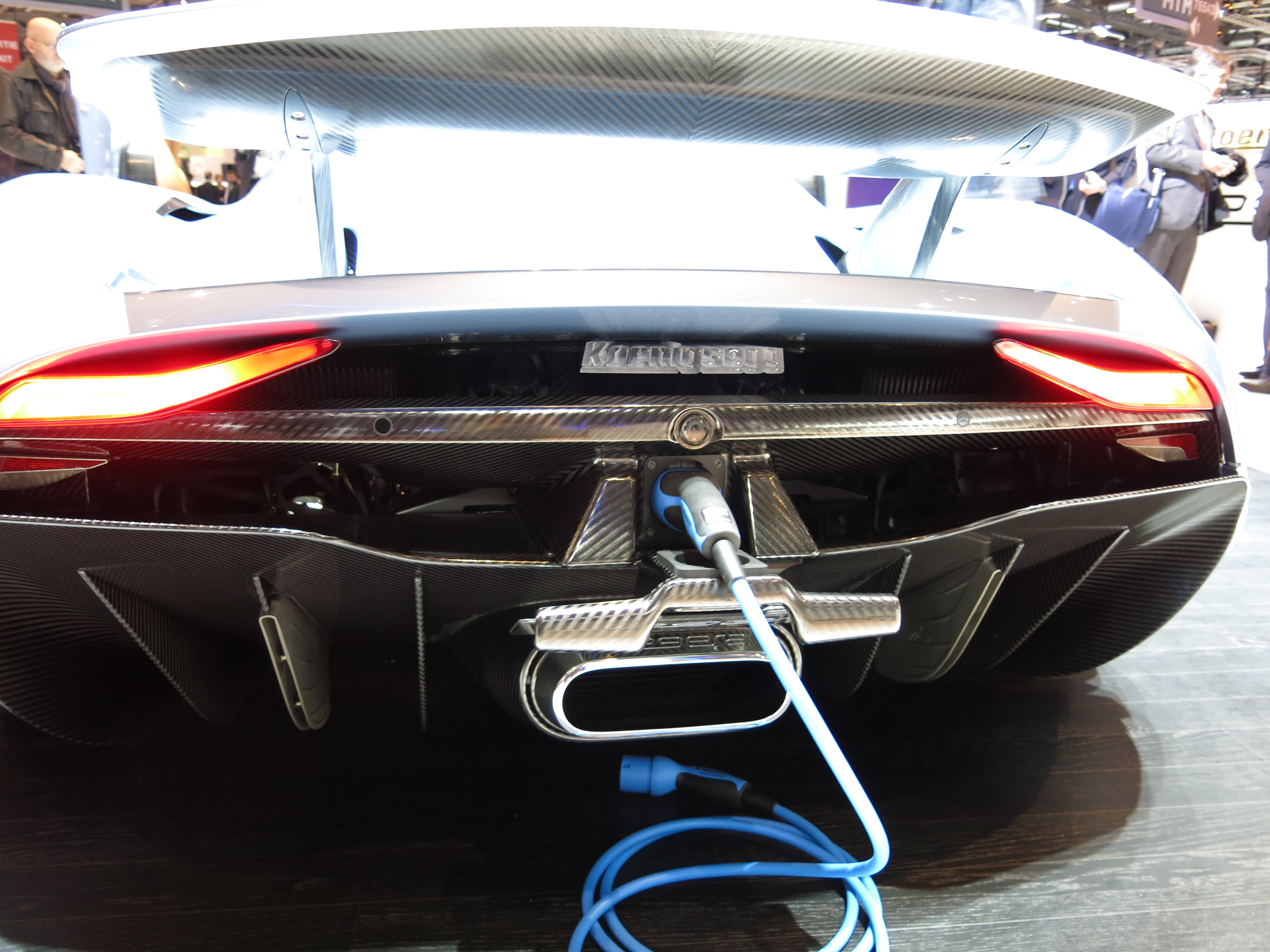
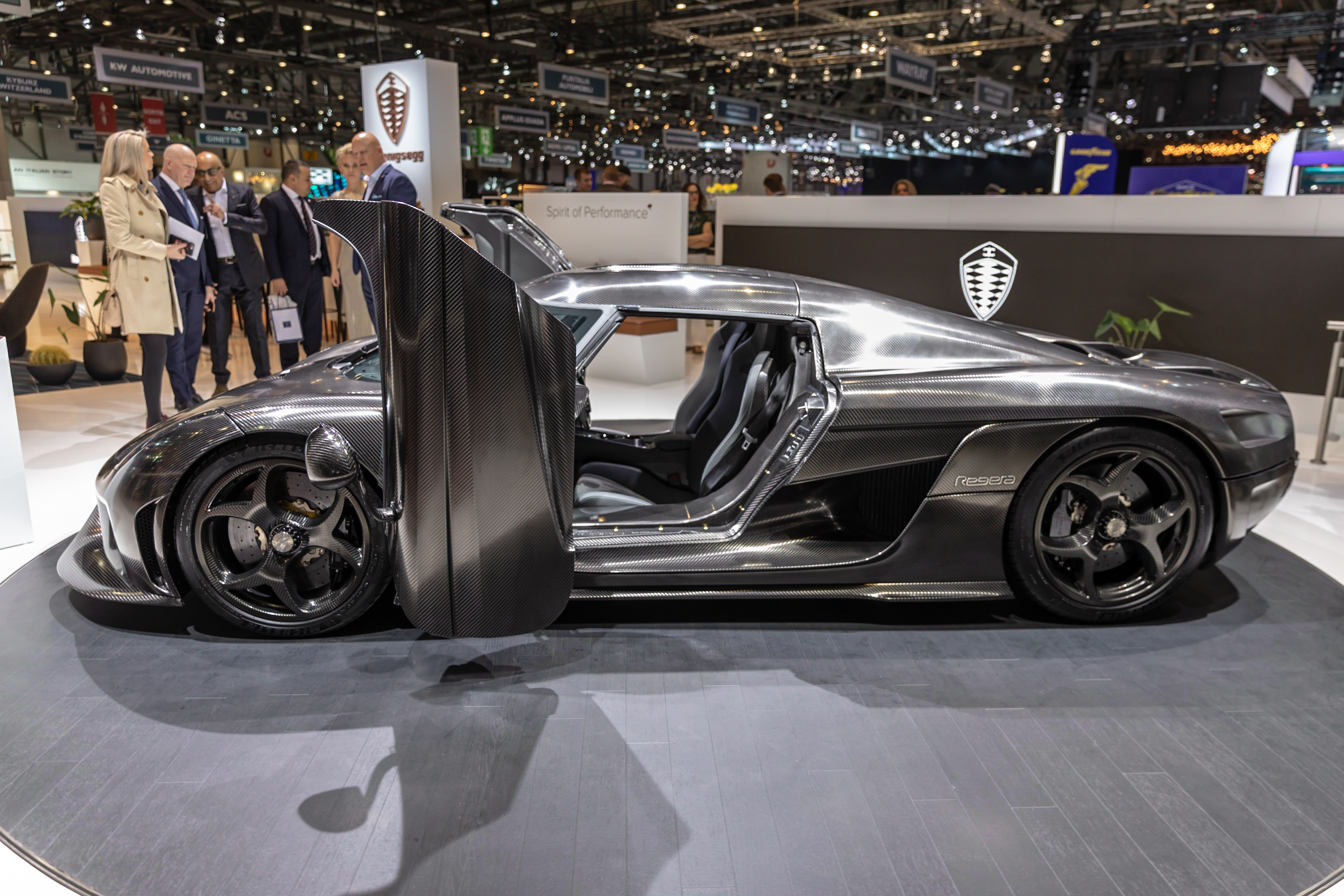